# Der Kampf zwischen Karneval und Fasten
Der Kampf zwischen Karneval und Fasten ist ein 1559 entstandenes, 118 cm × 164,5 cm großes Ölgemälde Pieter Bruegels des Älteren. Als Kampf zwischen Fasching und Fasten gehört es zur Bruegelsammlung des Kunsthistorischen Museums in Wien, Saal 10.

## Aufbau
Der Betrachter blickt, wie bei frühen Werken Bruegels üblich, von oben auf einen dicht bevölkerten Platz. Dieser ist zweigeteilt: Links werden Bräuche des Karnevals dargestellt, rechts der Fastenzeit. Zwei Wirtshäuser am linken Rand und eine Kathedrale mit einer Aschermittwochsprozession stehen sich als Gegenpole gegenüber, ebenso wie die beiden Figuren am unteren Rand, die sich mit Fleischspieß und Backschaufel bekämpfen. Um mehr Platz für die zahlreichen Figuren zu schaffen, setzt Bruegel die Horizontlinie unrealistisch hoch an, sodass nur noch ein schmaler Streifen Himmel verbleibt. Überdies erscheint der Platz zum Hintergrund bühnenartig hochgeklappt und die Figurengröße nimmt langsam und gleichmäßig ab. Dies erinnert an mittelalterliche Altarmalereien, wo die Maler für in Raumausblicken angesiedelte Nebenszenen so verfuhren. Bruegel wendet diese Technik nun für ein komplettes Bild an.

## Deutungen
Der Kampf von Prinz Karneval (Herr Fastnacht) gegen Frau Fasten ist eine Parodie eines Ritterspiels. Prinz Karneval sitzt auf einem Fass und wird auf einem Lastschlitten gezogen. Auf seiner „Waffe“, dem Fleischspieß, steckt ein Schweinekopf. Frau Fasten sitzt auf einem Kirchenstuhl, der auf einem von einem Mönch und einer Magd gezogenen Prozessionswägelchen steht. Sie trägt ein härenes Büßergewand und einen Bienenkorb auf dem Kopf. Auf ihrer „Waffe“, einer Backschaufel, liegen zwei Heringe. Einzelne Figurengruppen durchbrechen den Gegensatz: auf der Faschingsseite hinfällige Bettler (Leprakranke, erkennbar an Klapper und Glöckchen), auf der Fastenseite spielende Kinder.
Aus dem Schema fallen auch drei Figuren in der Bildmitte: Dort folgt ein Paar einem Narren, der am hellen Tag mit einer Fackel leuchtet. Dies könnte eine Anspielung auf die „verkehrte Welt“ sein, in der sich Protestanten und Katholiken befehden, wie in den Niederlanden zu Bruegels Zeit. Prinz Karneval und Frau Fasten sind demnach Spottbilder der Konfessionen: Protestanten hatten die Fastenzeit abgeschafft, da nach ihrer Ansicht weder Buße, Enthaltsamkeit noch gute Werke den Menschen vor Gott rechtfertigen, sondern allein der Glaube. Dies brachte ihnen von katholischer Seite die Verdächtigung ein, sittlich und moralisch verkommen zu sein. Andererseits ließ die demonstrative äußerliche Frömmigkeit der Katholiken diese als besonders asketisch erscheinen.
Eine andere Möglichkeit der Deutung, die die erste nicht ausschließt, ist, dass der Künstler auf das Zweistaatenmodell des Augustinus anspielt. Nach diesem besteht die Welt aus einem Teufelsstaat (civitas diaboli) und einem Gottesstaat (civitas dei). Der Karneval stünde also für sündhafte Vergnügungen und die Fastenzeit als Buße dafür.

## Ein- und Zuordnung
Dieser von Bruegel begründete Bildtypus ist als „enzyklopädisches Schaubild“ bekannt, da der Künstler auf begrenztem Raum einen möglichst großen Überblick (etwa über zeitgenössische Bräuche) schafft. Weitere Beispiele sind Die niederländischen Sprichwörter und Die Kinderspiele. Signiert und datiert ist das Bild in der linken unteren Ecke auf einem Stein, den zwei Würfelspieler benutzen: BRVEGEL (V und E ligiert) 1559.
Im Jahr 1558 war bei Hieronymus Cock, der auch Zeichnungen Bruegels verlegte, die Radierung Kampf von Fasten und Karneval nach Frans Hogenberg erschienen. Diese Radierung nimmt bereits vieles von Bruegels Gemälde vorweg.

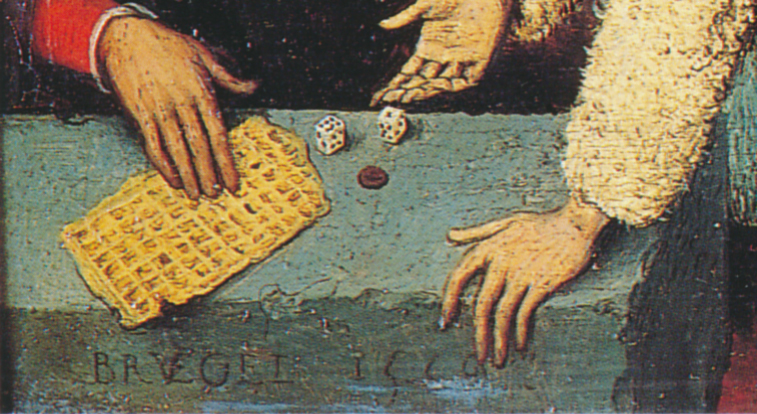
Stein mit der Signatur
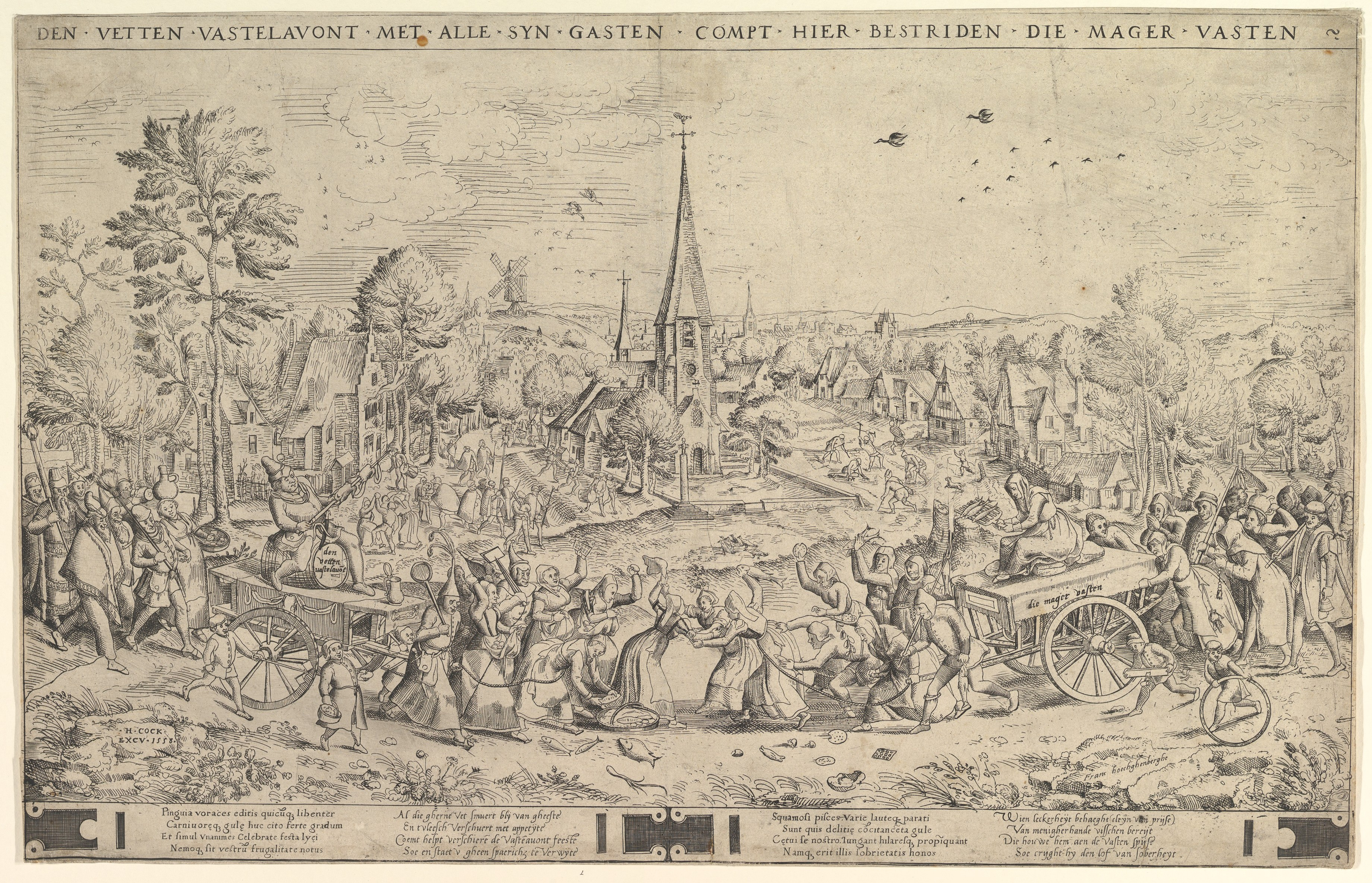
Kampf von Fasten und Karneval, Hieronymus Cock nach Frans Hogenberg 1558

## Geschichte
In habsburgischen Besitz gelangte das Gemälde wahrscheinlich unter Rudolf II. Seit 1748 befindet es sich in der Gemäldegalerie, zuvor in der Schatzkammer.

## Kopien
Eine der Kopien des Bildes in der Größe von 116 × 162 cm war im
Besitz des Sammlers Stanisław Ursyn Rusiecki, der diese 1937 dem Nationalmuseum in Krakau stiftete, von wo es vom deutschen Gouverneur Otto Wächter entwendet wurde. Diese Kopie ist verschwunden.